# Strabane
För distriktet med samma namn, se Strabane (distrikt).

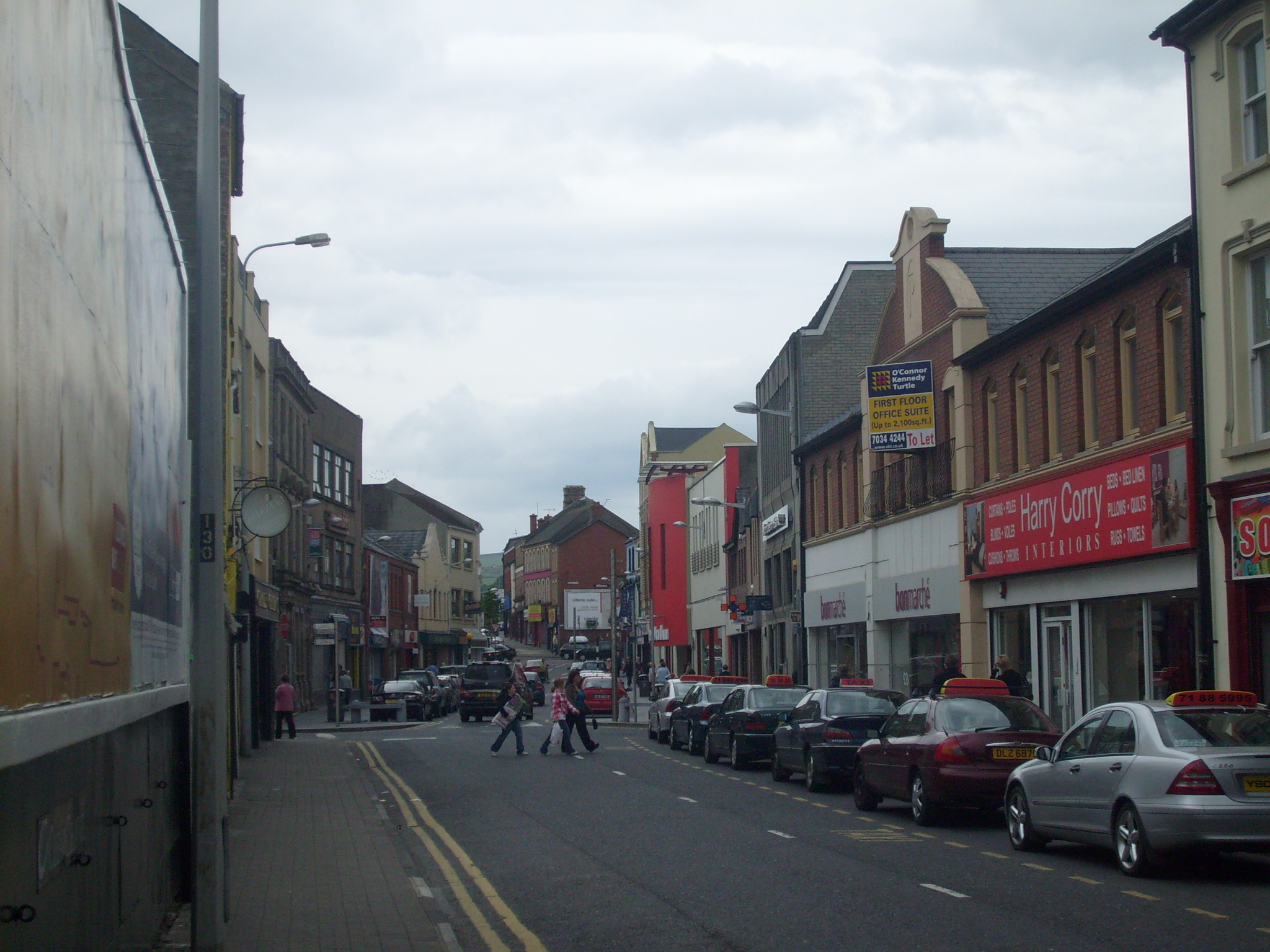
Huvudgatan i Strabane.

Strabane [strəˈbæn] (iriska an Srath Bán) är en stad i västra delen av grevskapet Tyrone och nordvästra Nordirland. Strabane är grevskapets näst största stad. Staden ligger ungefär halvvägs mellan Omagh och Derry, och ungefär halvvägs mellan Omagh och Letterkenny. Den har cirka 16 000 invånare och ligger i distriktet Derry City and Strabane. Huvudorten i Donegal, Lifford, ligger i Irland på andra sidan av floden Foyle.
Floden Mourne rinner genom staden, och möter Finn för att bilda Foyle. Översvämningar 1987 ledde till stora ekonomiska förluster.